# Bar Mountain
Bar Mountain är ett berg i Australien. Det ligger i regionen Kyogle och delstaten New South Wales, i den sydöstra delen av landet, omkring 630 kilometer norr om delstatshuvudstaden Sydney. Toppen på Bar Mountain är 1 146 meter över havet, eller 421 meter över den omgivande terrängen. Bredden vid basen är 11,0 km.
Runt Bar Mountain är det glesbefolkat, med 10 invånare per kvadratkilometer.. Närmaste större samhälle är Nimbin, omkring 18 kilometer sydost om Bar Mountain. 
I omgivningarna runt Bar Mountain växer i huvudsak städsegrön lövskog. Genomsnittlig årsnederbörd är 1 776 millimeter. Den regnigaste månaden är januari, med i genomsnitt 298 mm nederbörd, och den torraste är oktober, med 39 mm nederbörd.